# Zinaida Amosova
Zinaida Stepanovna Amossova (Russisch: Зинаида Степановна Амосова) (Oblast Jambıl, 12 januari 1950) is een Kazachs langlaufster.

## Carrière
Amossova won tijdens de Olympische Winterspelen 1976 in het Oostenrijkse Innsbruck de gouden medaille op de estafette. Twee jaar later tijdens de wereldkampioenschappen in het Finse Lahti won Amossova zowel de wereldtitel op de 10 als op de 20 kilometer, en de bronzen medaille op de estafette.

## Belangrijkste resultaten

### Olympische Winterspelen
| Editie | Plaats    | Resultaten                     |
| ------ | --------- | ------------------------------ |
| 1976   | Innsbruck | 6e 5 km · 6e 10 km · estafette |

### Wereldkampioenschappen langlaufen
| Jaar | Plaats    | Resultaten                          |
| ---- | --------- | ----------------------------------- |
| 1976 | Innsbruck | 6e 5 km · 6e 10 km · estafette      |
| 1978 | Lahti     | 6e 5 km · 10 km · 20 km · estafette |